# Natação no Campeonato Mundial de Esportes Aquáticos de 2013 - 400 m livre feminino
A prova dos 400 metros livre feminino da natação no Campeonato Mundial de Esportes Aquáticos de 2013 ocorreu no dia 28 de julho no Palau Sant Jordi  em Barcelona.

## Recordes
Antes desta competição, os recordes mundiais e do campeonato nesta prova eram os seguintes:
| Tipo                  | Atleta              | Tempo   | Local | Data                |
| --------------------- | ------------------- | ------- | ----- | ------------------- |
|                       | Federica Pellegrini | 3:59.15 | Roma  | 26 de julho de 2009 |
| Recorde do campeonato | Federica Pellegrini | 3:59.15 | Roma  | 26 de julho de 2009 |

## Medalhistas
| Ouro                | Prata               | Bronze             |
| Katie Ledecky (USA) | Melanie Costa (ESP) | Lauren Boyle (NZL) |

## Resultados

### Eliminatórias
Esses foram os resultados das eliminatórias.
| Pos. | Bateria | Raia | Nadadora               | Nacionalidade  | Tempo   | Notas |
| ---- | ------- | ---- | ---------------------- | -------------- | ------- | ----- |
| 1    | 3       | 5    | Katie Ledecky          | Estados Unidos | 4:03.05 | Q     |
| 2    | 4       | 6    | Melanie Costa          | Espanha        | 4:04.20 | Q     |
| 3    | 2       | 5    | Jazmin Carlin          | Reino Unido    | 4:04.85 | Q     |
| 4    | 3       | 3    | Lauren Boyle           | Nova Zelândia  | 4:04.96 | Q     |
| 5    | 2       | 3    | Kylie Palmer           | Austrália      | 4:05.01 | Q     |
| 6    | 4       | 4    | Camille Muffat         | França         | 4:05.53 | Q     |
| 7    | 2       | 6    | Boglárka Kapás         | Hungria        | 4:05.61 | Q,    |
| 8    | 3       | 2    | Andreina Pinto         | Venezuela      | 4:06.02 | Q,    |
| 9    | 4       | 3    | Mireia Belmonte García | Espanha        | 4:06.76 |       |
| 10   | 4       | 2    | Chloe Sutton           | Estados Unidos | 4:07.16 |       |
| 11   | 3       | 7    | Martina de Memme       | Itália         | 4:08.42 |       |
| 12   | 3       | 6    | Shao Yiwen             | China          | 4:09.16 |       |
| 13   | 3       | 4    | Bronte Barratt         | Austrália      | 4:09.65 |       |
| 14   | 2       | 4    | Coralie Balmy          | França         | 4:10.70 |       |
| 15   | 3       | 1    | Chihiro Igarashi       | Japão          | 4:12.44 |       |
| 16   | 4       | 1    | Savannah King          | Canadá         | 4:12.47 |       |
| 17   | 4       | 7    | Ellie Faulkner         | Reino Unido    | 4:13.18 |       |
| 18   | 4       | 0    | Susana Escobar         | México         | 4:13.37 |       |
| 19   | 2       | 7    | Diletta Carli          | Itália         | 4:13.89 |       |
| 20   | 2       | 2    | Zhang Wenqing          | China          | 4:14.66 |       |

| Ver o restante da classificação | Ver o restante da classificação | Ver o restante da classificação | Ver o restante da classificação | Ver o restante da classificação | Ver o restante da classificação | Ver o restante da classificação |
| Pos.                            | Bateria                         | Raia                            | Nadadora                        | Nacionalidade                   | Tempo                           | Notas                           |
| ------------------------------- | ------------------------------- | ------------------------------- | ------------------------------- | ------------------------------- | ------------------------------- | ------------------------------- |
| 21                              | 3                               | 8                               | Julia Hassler                   | Liechtenstein                   | 4:14.68                         |                                 |
| 22                              | 2                               | 9                               | Lynette Lim                     | Singapura                       | 4:14.76                         |                                 |
| 23                              | 2                               | 1                               | Sarah Köhler                    | Alemanha                        | 4:16.13                         |                                 |
| 24                              | 4                               | 8                               | Nina Rangelova                  | Bulgária                        | 4:18.94                         |                                 |
| 25                              | 4                               | 9                               | Kyna Pereira                    | África do Sul                   | 4:19.66                         |                                 |
| 26                              | 2                               | 8                               | Natthanan Junkrajang            | Tailândia                       | 4:19.77                         |                                 |
| 27                              | 1                               | 5                               | Katya Bachrouche                | Líbano                          | 4:20.46                         |                                 |
| 28                              | 2                               | 0                               | Tjasa Oder                      | Eslovênia                       | 4:20.82                         |                                 |
| 29                              | 3                               | 0                               | Carolina Bilich                 | Brasil                          | 4:21.40                         |                                 |
| 30                              | 3                               | 9                               | Khoo Cai Lin                    | Malásia                         | 4:23.67                         |                                 |
| 31                              | 1                               | 3                               | Andrea Cedrón                   | Peru                            | 4:28.78                         |                                 |
| 32                              | 1                               | 4                               | Raina Ramdhani                  | Indonésia                       | 4:29.61                         |                                 |
| 33                              | 1                               | 6                               | Daniela Benavides               | Cuba                            | 4:35.85                         |                                 |
| 34                              | 1                               | 2                               | Alexis Clarke                   | Barbados                        | 4:42.82                         |                                 |
| 35                              | 1                               | 1                               | San Khant Khant Su              | Myanmar                         | 4:54.89                         |                                 |
| 36                              | 1                               | 7                               | Monica Saili                    | Samoa                           | 4:55.49                         |                                 |
| 37                              | 1                               | 8                               | Victoria Chentsova              | Marianas Setentrionais          | 4:59.78                         |                                 |
| 38                              | 4                               | 5                               | Lotte Friis                     | Dinamarca                       | 99.99                           | DNS                             |

### Final
Esse foi o resultado da final. 
| Pos.              | Raia | Nadadora       | Nacionalidade  | Tempo   | Notas              |
| ----------------- | ---- | -------------- | -------------- | ------- | ------------------ |
| Medalha de ouro   | 4    | Katie Ledecky  | Estados Unidos | 3:59.82 | Recorde da América |
| Medalha de prata  | 5    | Melanie Costa  | Espanha        | 4:02.47 | Recorde nacional   |
| Medalha de bronze | 6    | Lauren Boyle   | Nova Zelândia  | 4:03.89 |                    |
| 4                 | 3    | Jazmin Carlin  | Reino Unido    | 4:04.03 |                    |
| 5                 | 1    | Boglárka Kapás | Hungria        | 4:05.90 |                    |
| 6                 | 8    | Andreina Pinto | Venezuela      | 4:07.14 |                    |
| 7                 | 7    | Camille Muffat | França         | 4:07.67 |                    |
| 8                 | 2    | Kylie Palmer   | Austrália      | 4:08.13 |                    |

Legenda
| Recorde mundial       | Recorde mundial (World record)               |                       | Recorde africano                      | Recorde africano (African) |                                           | Q | Classificado por posição (Qualified) |
| Recorde do campeonato | Recorde do campeonato (Championship record)  | Recorde da América    | Recorde da América (Americas)         | q                          | Classificado por melhor tempo (Qualified) |   |                                      |
| Melhor marca do ano   | Melhor marca do ano (World leading)          | Recorde asiático      | Recorde asiático (Asian)              | DNS                        | Não largou (Did not start)                |   |                                      |
| Recorde nacional      | Recorde nacional (National record)           | Recorde europeu       | Recorde europeu (European)            | DNF                        | Não terminou (Did not finish)             |   |                                      |
| Recorde pessoal       | Recorde pessoal do atleta (Personal best)    | Recorde da Oceania    | Recorde da Oceania (Oceania)          | DSQ / DQ                   | Desclassificado (Disqualified)            |   |                                      |
| Recorde da temporada  | Recorde da temporada do atleta (Season best) | Recorde sul-americano | Recorde sul-americano (South America) | NM                         | Sem marca (No mark)                       |   |                                      |